# Loacker Recycling
Die Loacker Recycling GmbH ist ein international tätiges Familienunternehmen in der Entsorgungs- und Recyclingbranche mit Stammsitz in Götzis in Vorarlberg.

## Geschichte
Die Grundsteinlegung für die heutige Unternehmensgruppe bildete Katharina Loacker im Jahr 1876. Sie zog damals mithilfe eines Leiterwagens, vor welchen eine Ziege gespannt war, durch das Vorarlberger Rheintal und sammelte meist Alteisen. Im Jahr 1938 stieg Reinhold Loacker in die Firma ein, 1951 seine Frau Maria Loacker. 1962 wurde der Name des Unternehmens in Reinhold Loacker Eisenwaren geändert. Einige Jahre später im Jahr 1969 stieg ihr Sohn Michael in die Geschäfte ein. 1974 wurde mit den Bauarbeiten am heutigen Firmensitz in der Lustenauerstraße und mit der Aufstellung eines 500 Tonnen schweren Schrottschere begonnen.
1979 wurde der Firmenname in Reinhold Loacker GesmbH geändert und die Söhne Michael und Karl Loacker übernahmen die gemeinsame Geschäftsführung. Im September 1979 übernahm Michael Loacker mit 27 Jahren die alleinige Geschäftsführung mit damals 20 Mitarbeitern. Es folgten zahlreiche Unternehmenskäufe- und beteiligungen im deutschsprachigen Raum.
Im Jahr 1986 ging die erste Shredderanlage in Betrieb. Im Jahr 2010 erfolgte der Einstieg in erneuerbare Energien. Heute betreibt das Unternehmen sechs Photovoltaikanlagen in Deutschland und Italien. Im Jahr 2012 zog sich Michael Loacker aus der Geschäftsführung zurück. Seitdem leitet das Unternehmen Karl Loacker. Im Oktober 2019 übergab Karl Loacker die Führung an seinen Sohn Christian. Am 1. März 2020 rückte Wolfgang Lederhoser mit in die Geschäftsleitung auf, die somit aus Christian Loacker (CEO), Mario Loacker, Thomas Loacker, Gerald Engler, Dieter Schatz und Wolfgang Lederhoser besteht.

## Unternehmen
Eigentümer der Loacker Recycling GmbH sind zu 95 Prozent die Loacker Privatstiftung und zu 5 Prozent Fam. Loacker. Mit rund 40 Betriebsstätten und 30 Firmen ist Loacker in acht Ländern tätig. Die Loacker Gruppe deckt dabei das folgendes Entsorgungsspektrum ab: vom Containerservice bis zur Aufbereitung und Vermarktung der Wertstoffe Eisenschrott, Nichteisen-Metalle und sonstigen Wertstoffen.